# Manuel de Oliveira Marques
Manuel de Oliveira Marques (n. Vilar de Andorinho, 1950 - m. 2014) foi professor da Universidade do Porto e gestor nas áreas dos seguros, da banca de investimento, da indústria metalomecânica e eléctrica e dos transportes.

## Biografia
Filho de uma família humilde, começou desde cedo (15 anos) a trabalhar numa empresa que acompanhou toda a vida, o Grupo Salvador Caetano, onde criou relações fortes de admiração e amizade com o seu proprietário: Salvador Caetano.
Com o apoio da empresa, prolongou os estudos, vindo a licenciar-se na Faculdade de Economia da Universidade do Porto, onde iniciou funções docentes em 1974.
Doutorou-se na Escócia, na Universidade de Strathclyde (Glasgow).
O seu percurso académico e empresarial levou-o à gestão de várias empresas, entre as quais a Aliança Seguradora, o Banco CISF, a EFACEC, os STCP - Sociedade de Transportes Colectivos do Porto e o Metro do Porto.